# Okręg Dreux
Okręg Dreux (fr. Arrondissement de Dreux) – okręg w środkowej Francji, departamencie Eure-et-Loir. Populacja wynosi 126 tysiące.

## Podział administracyjny
W skład okręgu wchodzą następujące kantony:
- Anet,
- Brezolles,
- Châteauneuf-en-Thymerais,
- Dreux-Est,
- Dreux-Ouest,
- Dreux-Sud,
- La Ferté-Vidame,
- Nogent-le-Roi,
- Senonches.